# Saint-Hilaire-des-Landes
Saint-Hilaire-des-Landes är en kommun i departementet Ille-et-Vilaine i regionen Bretagne i nordvästra Frankrike. Kommunen ligger i kantonen Saint-Brice-en-Coglès som tillhör arrondissementet Fougères-Vitré. År 2022 hade Saint-Hilaire-des-Landes 1 032 invånare.

## Befolkningsutveckling
Antalet invånare i kommunen Saint-Hilaire-des-Landes
Referens:INSEE